# Rhagastis mongoliana
Rhagastis mongoliana es un lepidóptero de la familia Sphingidae. Su envergadura es de 47 a 63 mm. Tiene dos generaciones por año, (multivoltina), con adultos que vuelan desde finales de abril  hasta agosto en el noreste de China. Vuela en China, Japón, Lejano este ruso y Corea.

♂
♂ △
♀
♀ △

Las larvas se alimentan de Berberis, Cayratia, Impatiens, Polygonum y Vitis, especies en China, Cayratia japonica, Impatiens balsamina, Zantedeschia aethiopica y Parthenocissus tricuspidata, en Japón, Impatiens balsamina y Galium verum var. asiaticum, en Corea, Vitis amurensis, en el Lejano oriente ruso Cissus, Damnacanthus, Galium, Oenothera y Parthenocissus en otros lugares.

## Sinonimia
- Pergesa mongoliana Butler, 1876
- Rhagastis mongoliana pallicosta Mell, 1922

- Datos: Q2043876
- Multimedia: Rhagastis mongoliana / Q2043876